# 山本小鉄
山本 小鉄（やまもと こてつ、1941年10月30日 - 2010年8月28日）は、日本のプロレスラー。本名は山本 勝（やまもと まさる）。リングネームは豊登の命名。神奈川県横浜市南区出身。新日本プロレス所属。タレントとしても活動しており、芸能事務所はインターテイク所属であった。
現役引退後はワールドプロレスリング解説者・マッチメイカー・レフェリーとして活躍していた。

## 来歴
横浜市立横浜商業高等学校卒業後、東海金属工業に勤務しながらYMCAでボディビルに打ち込み、1963年に日本プロレスに入門。同年12月15日に力道山が亡くなったことから、力道山の最後の弟子となった。同年7月19日に北沢幹之戦でデビューした。
1964年10月31日、石巻市立石巻小学校の特設リングで挙行された日本プロレス石巻大会での興行では、高千穂明久（後のザ・グレート・カブキ）のデビュー戦の相手を務めている。
1967年1月、星野勘太郎と共にアメリカ武者修業に出立。カリフォルニア州ロサンゼルスのWWAを皮切りに、小型でもパワフルであると評判だったヤマハの日本製オートバイにあやかったヤマハ・ブラザーズ（The Yamaha Brothers）のチーム名のもと、テネシー州メンフィスを拠点とするNWAミッドアメリカ（後のCWA）を主戦場に活動した。その間、単独でテキサス州ダラスのNWAビッグタイム・レスリング（後のWCCW）にも参戦、フリッツ・フォン・エリックの家に住み込み、子供時代のケビン、デビッド、ケリーらの遊び相手をしていたという。同地区ではジャック・ダニエルズ、スカンドル・アクバ、ロニー・エチソン、マリオ・ミラノ、ワルドー・フォン・エリック、ゴリー・ゲレロ、ターザン・タイラー、バディ・オースチン、ブルート・バーナード、ビクター・リベラ、キンジ渋谷、ジャック・ブリスコ、ポール・ジョーンズなどと対戦した。
凱旋帰国後は、ジャイアント馬場&アントニオ猪木のBI砲と組んでの6人タッグマッチなどでメインイベントにも度々出場。1969年の第11回ワールドリーグ戦では、5月2日の長崎市公会堂大会において、優勝候補の一角だったゴリラ・モンスーンを破る大金星を挙げた。外国人レスラーとのシングルマッチでは、若手時代のボビー・ダンカンやジェリー・ブリスコ、ジャッキー・ファーゴなどからも勝利を収めている。
1971年12月、猪木による日本プロレス乗っ取り騒動が発覚すると猪木に協力したため、芳の里淳三から自宅謹慎を言い渡される。これを不服として猪木が日本プロレスを除名された2日後の12月15日に日本プロレスを退団。翌1972年の新日本プロレス旗揚げに参加。この頃から現場責任者・コーチとして活動している。
1979年1月21日に「ヤマハ・ブラザーズ」として国際プロレスの後楽園ホール大会に乗り込み、グレート草津&アニマル浜口を破ってIWA世界タッグ王座を獲得した。この時期の異名は人間爆弾であった。
1980年4月4日の引退後は、レフェリー（後に審判部長）を務める傍ら、同団体道場のコーチや新日本プロレス学校の校長を歴任し、鬼コーチ・鬼軍曹と呼ばれながら若手レスラーを育てた。また「ワールドプロレスリング」のレギュラー解説者として古舘伊知郎・桜井康雄と組んだ。一方では審判部長として試合を見守る役目も負っており、試合を止めるべく席を立つ前の「あっ、ちょっと待ってください」という一言は、著書のタイトルにもなっている。
1983年、当時の新日本プロレスの興行は盛況を博していたが、利益及び給与は低く、猪木の経営には不満を持つ者が多かった。山本はこの勢力の中心にあり、同年8月25日の緊急役員会議で社長の猪木、副社長の坂口征二を退任させ、自身が望月和治・大塚博美と共に代表取締役に就任する。しかし新日本プロレスを支援していたテレビ朝日はこのクーデターを許さず、11月には猪木が社長に復帰。山本らの政権は短命に終わった。
新日本プロレスでは企画宣伝部長を務めたり、新日本プロレスの子会社の「新日本プロレスサービス」の代表取締役社長も務めたこともある。
その後は永田裕志・中西学・藤田和之・ケンドー・カシンによる「チーム・ジャパン」後見人のほか、J sports ESPNで放送されていた「新日本プロレス S.X.W」の解説を務めた。
新日本プロレスには、カール・ゴッチの理論的な技術「ゴッチイズム」と、それに山本の考えの根性論「小鉄イズム」という概念がある。
2010年8月24日、家族旅行先の長野県軽井沢町で昼食をとった後に意識不明となり、4日後の8月28日午前6時42分、低酸素性脳症のため死去。68歳だった。戒名は「清巌院闘誉小鉄居士」。

## 人物

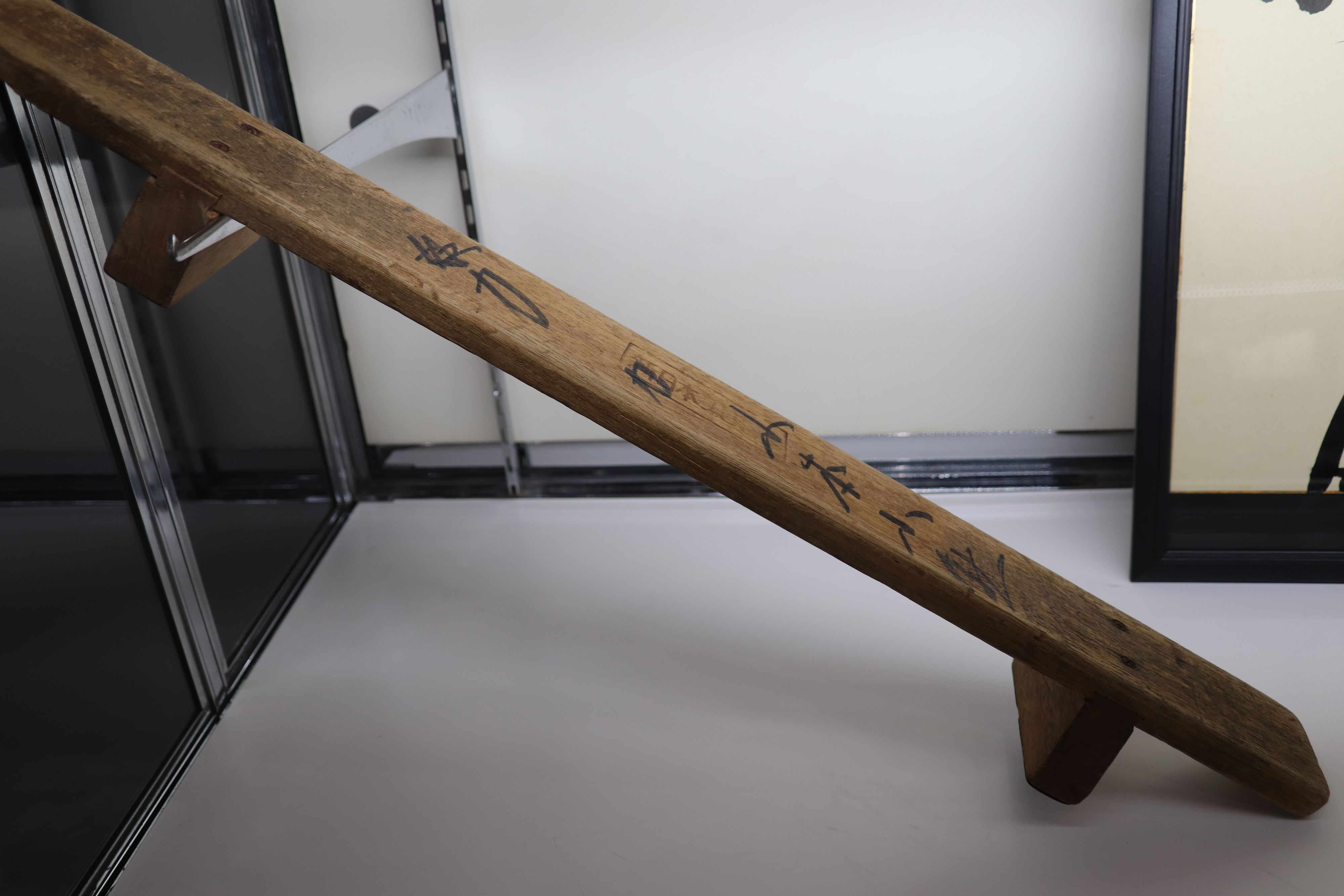
山本小鉄のプッシュアップボード

一度、日本プロレスに入門を申し入れた時、力道山から「お前の様なチビがレスラーになれるか！」と怒鳴りつけられ、門前払いを受けた。しかしプロレスラーへの夢を諦め切れない山本は、その後1年間を費やして徹底的に体を鍛え、再度力道山の元へ出向いて直談判した。この時も「何度来ても駄目なものは駄目だ！」と一喝されたが、この時は力道山の顔を睨み付けたまま微動だにせず、固く握った拳をブルブルと震わせる山本の姿を見て「こいつの意思は本物だ…」と感じ、特別に入門を許可したという。
力道山が暴漢に刺された傷の予後が悪く、約1週間後に腸閉塞を発症して死亡したが、その翌日に慶應大学病院の法医学教室に移されて司法解剖が行われた。その慶應病院には力道山の付き人であった田中米太郎と山本が同行して遺体に付き添っており、解剖の様子も窓越しに覗くことができたという。解剖で力道山の胸がメスで切開されて血が噴出したのを見た田中はその場で失神してしまったが、山本は解剖が終わるまで見届けたという。
山本は日本プロレス退団後に日本プロレスを告訴して勝訴し、約200万円の退職金を手にしている。
新日本プロレス旗揚げ当時、道場用リングを買う資金がなく、道場用リングの資金は全て山本が負担した。
非常に真面目な人物であり、度を超えた下ネタや悪ふざけを極度に嫌っていた。あるテレビ番組に出演中「自分はアダルトビデオなんか全く興味無いし、観たいとも思わないね」と言ってのけた。また、自らが教え発展させた新日本プロレスのレスリングスタイルには誇りを持っており、スーパーJカップに参戦した男色ディーノの男色を連想させる下ネタを交えたプロレススタイルに対し、かなり激高したこともあった。山本の生真面目な性格を表す逸話として「全ての迷惑メールに丁寧に断りの返信をしていた」というものがある。
スキンヘッドにしていたため強面の外見とは裏腹に、礼儀をわきまえた上で接した際の物腰は柔らかい人柄であり、愛妻家でもあった。また一人娘を非常に可愛がっており、巡業中で出産に立ち会えなかったことから娘の出生日からの日数を常に言えるよう心掛けていた。晩年になってからは、孫の出生日からの日数までカウントしていた。
現役引退及び『ワールドプロレスリング』解説者就任にあたっては、当時のテレビ中継では新聞記者上がりの人物が解説者を務めることが多かったため「今の中継の解説者には、レスラー上がりで技の凄さや痛みを理解している人がいないんだよ」として、猪木から直接依頼されたという。しかし山本は「あと5年は現役を続けたい」として一度は断ったものの、猪木に「ギャラは現役時代と同額を保証するから」と再度要請されており、仕方なく引き受けたとのこと。これに伴って元来口下手だった山本は、テレビ局に迷惑をかけまいと「話し方教室」に通った。正確には「落合恵子が主宰する『日本話し方講座』の通信教育を受けた」とのことである。解説者となった当初は、放送中に自分のことをアナウンスの禁則事項でもある「オレ」と口にしてしまったりと、実況の古舘伊知郎を困惑させたこともあった。
指導者としては「鬼軍曹」と呼ばれ、道場での若手指導には厳格だった。その厳しさから前田日明は「キャデラック（山本の愛車）の音が聞こえるだけで震えが止まらなかったね」と語っている。また藤原喜明は、若手時代に足が痛むため山本に対して「今日の稽古を休ませて下さい」と申し出たが「何だとぉ？足が痛けりゃなぁ、足の運動をやれば治る物なんだよ。この馬鹿野郎が！」と一蹴された上に、さらにスクワットをするよう命じられたため、一時期は山本を包丁で刺し殺す練習をしたほど恨んでいたという。実際に道場の前にある白樺の木には、包丁で刺した傷が沢山あったと前田日明は当時のことを述懐している。しかし練習以外では優しく接しており、新人・若手と共に食事をするなどコミュニケーションを取る努力もしていた。藤原に対しても食事と酒を快く何度も振舞ってくれたために「殺すのは今度にしようかな…」と殺害を引き伸ばしていたと語っている。後年、藤原は山本に「何かお前、俺を殺そうとしていたらしいな？」といわれて「はい、そうでしたね…」と素直に白状した所、山本は「もう過去の話だからいいよ、な！」と笑顔で受け流してくれたとも語っている。
練習が終わり、食事の時間になると選手達と一緒にちゃんこ鍋を囲んで取るなど、若手・新人に対して「練習は厳しく・プライベートでは優しく」するように硬軟を使い分けていた。また口だけで指示するのとは違い、実際に若手選手と同じ運動を試みていた。共に汗を流して60歳を過ぎて身体が思うように動かなくても、出来る限りのトレーニングを日々続けており「俺みたいな年寄りがこれだけ動けるというのに、お前らには出来ないのかよ！」と発破を掛け続けていた。
また誰にでも厳しくする訳ではなく、レスリングの学生チャンピオンとなりオリンピックにも出た長州力には入団時から何しても動じない基礎があるとして厳しく育てた一方、藤波辰爾は中学で陸上をやった程度の細い体だったため「強くなったよな」「腕が太くなったよな」と褒めて余り殴ることはしない様にし、腐らせずに伸ばすことを意識した。
この様な人格者としての面を持つことから、新日本プロレスを離れて総合格闘技方面に行った前田や、船木誠勝などからも敬われていた。
一連の厳格かつ前時代的な指導ばかりが挙げられてしまい「山本小鉄=根性論の塊」とされがちであるが、決してそれだけではなかった。当時新人だった山本尚史や中邑真輔らをテレビ番組の企画で指導した際は、試合を想定した基本的なスクワットの方法だけではなく、試合中にこっそり仕掛けられるシュート技術を教えるなど、合理的な指導を披露している。このほか自身が170センチと小柄な体格であったことから、身長が当時の入門規定に足らなかった者でも努力をして来た場合は入門を例外的に許しており、後の獣神サンダー・ライガー・リッキー・フジなどは「山本小鉄さんのおかげで、自分はプロになれましたから」と感謝の意を示している。
若手レスラーには「自分が強くなれば、誰も文句を言わなくなるよ」という趣旨の言葉を度々話しており、入団当時小柄だった鈴木みのるや先輩からの理不尽なしごきに辛酸を舐めていた真壁刀義は、その言葉に励まされたと後年語っている。
猪木の日本プロレス追放発表の記者会見で、星野が坂口・小鹿らと共に乾杯していたことに対して大激怒する。そのような経緯もあって坂口らが日本プロレスから新日本へ移籍した後、日本プロレス崩壊時にメキシコに遠征していた星野を新日本プロレスへ移籍させるに当たり、猪木と坂口が山本の了解を取ったという経緯がある。
ミスター高橋とは幼馴染で親友同士だったが、後年高橋が暴露本を出して以降は「リングの魂を金に換えた奴だから、親友なんかじゃないよ」と絶縁状態であった。
プロレス界発展のために女子レスラーへの指導を行ったり、バラエティ番組などでレフェリー役を務めるなど、プロレス以外の分野でもその人柄とキャラクターは重宝されており、幅広く活躍していた。筋肉番付のめんこスタジアムのレフェリーを担当したこともある。
上記の様に弟子達から敬われていたため、葬儀には新日本プロレスの所属レスラー・関係者だけでなく、武藤敬司・船木誠勝・高山善廣・鈴木みのる・神取忍など団体の垣根を越えての参列者があり、遺族から依頼を受けた前田日明が弔辞を読み上げた。また「ワールドプロレスリング」での名コンビであった古舘伊知郎は、8月30日夜の『報道ステーション』（テレビ朝日）番組内にて山本との想い出話を披露し「本当にお世話になりまして、残念です。悲しいです」と故人を偲んだ。

## エピソード
- 新日本プロレスのライオンマークのエンブレムとキャッチフレーズである「キング・オブ・スポーツ」は山本が考案したものである[10][21]。
- 「天才！たけしの元気が出るテレビ」の企画で他の出演者たちとある幼稚園の空き教室に集められて催眠術師に「心が幼稚園時代に戻る」催眠術をかけられて他の出演者達は積み木で遊び始めたり、喧嘩を始めて泣き出したりと幼児の振る舞いを見せたが、山本だけ無反応であった。レポーターの勝村政信が山本にその事情を聞くと「幼稚園に通った経験がないので」と話すハプニングがあった。ロケ終了後に勝村や番組側は確認不足であった事を山本に謝罪したが、山本から「幼稚園に通った経験がない自分にとっては、幼稚園の施設内を知る事が出来て非常に楽しいロケでしたね」と、感謝のコメントを受けた事を勝村が番組内で明かしている。

## 得意技
- ダイビング・ボディ・プレス[注 3]
- 足四の字固め
- ハイジャック・パイルドライバー
- クロスライン

ヤマハブラザーズの連携技。二人で手をつないで相手の喉元に腕を叩きこむ。

## タイトル歴
NWAミッドアメリカ
- NWA南部タッグ王座（ミッドアメリカ版）：1回（w / 星野勘太郎）[27]

国際プロレス
- IWA世界タッグ王座：1回（w / 星野勘太郎）[11]

## 出演
テレビ番組
- 天才!たけしの元気が出るテレビ（日本テレビ）
- おネプ!（2000年10月16日‐2001年2月12日、テレビ朝日）「ネプライド2000」コーナー担当
- 筋肉番付（2001年11月3日‐2012年4月27日、TBS）めんこスタジアムレフェリーなど
- 極楽とんぼのバスコーンつってんだろ!! （2002年4月1日、7月15日、8月19日、テレビ朝日）各種審判
- 登龍門・お笑い登龍門（2005年、フジテレビ）審査員
- ひらめ筋GOLD（2005年、日本テレビ）各種審判

テレビドラマ
- 毎度おさわがせします（1987年1月‐5月、TBS）第1話-第8話、第12話-第17話[28]
- ブスの瞳に恋してる（2006年、関西テレビ）第5話[29]

ラジオ番組
- 古舘伊知郎の赤坂野郎90分（1984年10月13日‐1986年4月5日、TBSラジオ）「イチローくんとコテッチャン」コーナーに出演

CM
- マクドナルド「ペッパーチーズ・ダブルビーフ」（2005年７月13日、日本マクドナルド）[30]

## 著書
- 『ザ・ストロングスタイル』タッチダウン（原著1982年9月10日）。
- 『小鉄・古舘の愛してるぜプロレス』 1984年
- 『あっ、ちょっと待ってください』 1984年
- 『闘魂プロレス 決定版 小鉄の選んだベストバウト!』 実業之日本社、1985年、ISBN 4-408-39314-2
- 『いちばん強いのは誰だ』 講談社、1997年、ISBN 4-06-208890-8
- 『人間爆弾発言』 勁文社、2000年、ISBN 4-7669-3628-0
- 『プロレス金曜8時の黄金伝説』 講談社、2005年、ISBN 4-06-213059-9
- 『山本小鉄の人生大学プロレス学部』 実業之日本社、2008年、ISBN 4-408-45188-6
- 『日本魂』講談社、2009年（前田日明との共著）ISBN 4062154021